# Кетлін Аткінсон
Кетлін Аткінсон (англ. Kathleen Atkinson; 5 листопада 1875 — 30 квітня 1957) — колишня американська тенісистка.
Перемагала на турнірах Великого шолома в парному розряді.

## Фінали турнірів Великого шолома

### Парний розряд (2 перемоги)
| Результат | Рік  | Турнір        | Покриття | Партнерка         | Суперниці                        | Рахунок            |
| --------- | ---- | ------------- | -------- | ----------------- | -------------------------------- | ------------------ |
| Перемога  | 1897 | Чемпіонат США | Трава    | Джульєтт Аткінсон | Міс. Ф. Едвардс Елізабет Расталл | 6–2, 6–1, 6–1      |
| Перемога  | 1898 | Чемпіонат США | Трава    | Джульєтт Аткінсон | Марі Вімер Каррі Нілі            | 6–1, 2–6, 4–6, 6–1 |